# Acrocercops archepolis
Acrocercops archepolis är en fjärilsart som först beskrevs av Edward Meyrick 1907.  Acrocercops archepolis ingår i släktet Acrocercops och familjen styltmalar. Inga underarter finns listade i Catalogue of Life.